# José Rodolfo Pires Ribeiro
José Rodolfo Pires Ribeiro, más conocido como Dodô (6 de febrero de 1992, São Paulo, Brasil), es un futbolista brasileño que juega como defensa en el Santos F. C. del Brasileirão.

## Trayectoria
Dodô inició su carrera en el Corinthians de Brasil en 2009. En mayo del mismo año, el Manchester United se interesó en los servicios de Dodô, incluso se creyó que era el heredero de Rio Ferdinand, pero después de dos semanas de entrenar en el teatro de los sueños, el club inglés retiró la oferta y prefirió seguir el crecimiento del jugador. En 2011 se fue a préstamo al Bahía de Brasil.

### Italia
El 3 de julio de 2012 fichó por la A. S. Roma por cinco temporadas sin costo para el club italiano.
El 8 de julio de 2014 fichó por el Inter de Milán por una cifra de 7,8 millones.
El 21 de enero de 2016 se confirma que fue cedido a la U. C. Sampdoria hasta finales de junio del mismo año. En agosto de fue nuevamente cedido, en esta ocasión con opción de compra.

## Clubes
| Club                     | País   | Año       |
| ------------------------ | ------ | --------- |
| S. C. Corinthians        | Brasil | 2009-2012 |
| E. C. Bahia (cesión)     | Brasil | 2011      |
| A. S. Roma               | Italia | 2012-2014 |
| Inter de Milán           | Italia | 2014-2018 |
| U. C. Sampdoria (cesión) | Italia | 2016-2021 |
| Santos F. C. (cesión)    | Brasil | 2018      |
| Cruzeiro E. C. (cesión)  | Brasil | 2019-2021 |
| Atlético Mineiro         | Brasil | 2021-2023 |
| Santos F. C.             | Brasil | 2023-     |

## Palmarés

### Títulos nacionales
| Título              | Club             | País   | Año  |
| ------------------- | ---------------- | ------ | ---- |
| Serie A             | Atlético Mineiro | Brasil | 2021 |
| Copa de Brasil      | Atlético Mineiro | Brasil | 2021 |
| Supercopa de Brasil | Atlético Mineiro | Brasil | 2022 |